# Жерар Плессер
Жерар Плессер (фр. Gerard Plessers, нар. 30 березня 1959, Оверпелт) — бельгійський футболіст, що грав на позиції захисника.
Виступав, зокрема, за клуби «Стандард» (Льєж) та «Гамбург», а також національну збірну Бельгії, у складі якої був учасником чемпіонатів Європи і світу.

## Клубна кар'єра
У дорослому футболі дебютував 1975 року виступами за команду «Стандард» (Льєж), в якій провів дев'ять сезонів, взявши участь у 191 матчі чемпіонату. Більшість часу, проведеного у складі «Стандарда», був основним гравцем захисту команди і виграв два чемпіонати Бельгії, а також один національний Кубок і два Суперкубка.
Своєю грою за цю команду привернув увагу представників тренерського штабу німецького «Гамбурга», до складу якого приєднався влітку 1984 року. Відіграв за гамбурзький клуб наступні чотири сезони своєї ігрової кар'єри. Граючи у складі «Гамбурга» також здебільшого виходив на поле в основному складі команди і у сезоні 1986/87 виграв з командою Кубок ФРН.
1988 року Плессер повернувся на батьківщину, де виступав за «Генк» та «Кортрейк».
Завершив професійну ігрову кар'єру у нижчоліговому клубі «Оверпелт-Фабрік» з рідного міста, за який виступав протягом 1992—1995 років.

## Виступи за збірну
1979 року дебютував в офіційних матчах у складі національної збірної Бельгії. 
У складі збірної був учасником чемпіонату Європи 1980 року в Італії, де разом з командою здобув «срібло», чемпіонату світу 1982 року в Іспанії.
Протягом кар'єри у національній команді, яка тривала 7 років, провів у формі головної команди країни лише 13 матчів, забивши 1 гол.

## Досягнення
- Віце-чемпіон Європи: 1980

 «Стандард» (Льєж)
- Чемпіон Бельгії: 1981/82, 1982/83
- Володар Кубка Бельгії: 1980/81
- Володар Суперкубка Бельгії: 1981, 1983

 «Гамбург»
- Кубок Німеччини: 1986/87